# الصندوق المستطيل
الصندوق المستطيل (بالإنجليزية: The Oblong Box) هي قصة قصيرة كتبها إدغار ألان بو، نشرت لأول مرة في عام 1844، حول رحلة بحرية وصندوق غامض.

## تاريخ النشر
عرض بو في القصة الأصل إلى ناثانيال باركر ويليس في مجلة "المرآة الجديدة"، لكن ويليس اقترح أنها ملائمة أكثر لكتيب أوبال، وهو كتيب هدايا أعد من قبل سارة جوزيفا هيل. نشرت لأول مرة في 28 أغسطس 1844، في صحيفة دولار نيوزبيبر في فيلادلفيا. ونشرت أيضا في عدد سبتمبر 1844 من مجلة جودي، وتم تحريرها أيضا من قبل هيل.